# Гауптштурмфюрер

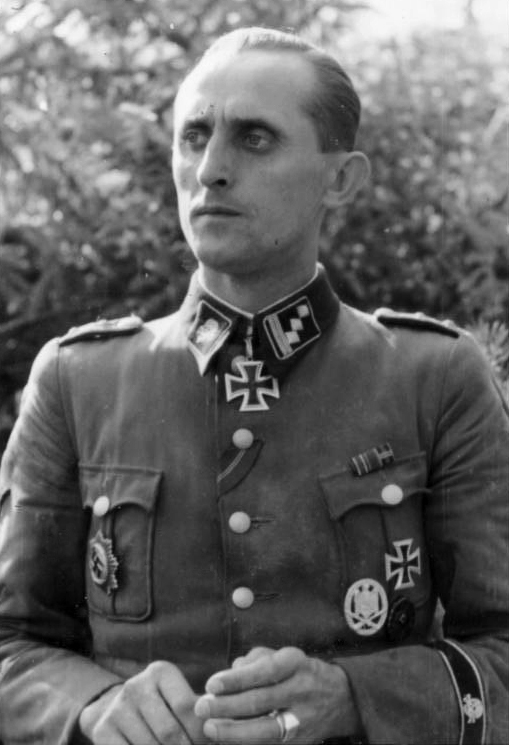
CC-Гауптштурмфюрер Макс Сеела

СС-Гауптштурмфю́рер (нім. SS-Hauptsturmführer) — військове звання СС. У період з 1934 по 1945 використовувалося як звання в структурі організації СС. Найбільш розповсюджене звання військ СС під час Другої світової війни.
З трьох-чотирьох труп (нім. SS Truppe) складався штурм (нім. SS Sturm), який можна за чисельністю дорівняти до армійської роти. Цей підрозділ територіально охоплював невелике місто, сільський район. У Sturm налічувалося від 54 до 180 чоловік.
Звання гауптштурмфюрер надійшло з попереднього звання СС штурмгауптфюрер, яке використовувалося з 1928 до 1934. До 1934 року, тобто до Ночі довгих ножів керівник територіального підрозділу СС «Штурм» (нім. SS Sturm) називався штурмфюрер (нім. SS Sturmführer). Після 1934 звання було змінене на гауптштурмфюрер, що означало те ж саме і знаки розрізнення залишилися без змін.

## Знаки розрізнення
| Гауптштурмфюрер SS, SA, NSKK и NSFK                             |                      |                      |                           |                                |                         |                        |
| Знаки розрізнення - Погон - Нарук. наш. (Маск. кост.) - Петлиця | · Schutzstaffel (SS) | · Schutzstaffel (SS) | · Schutzstaffel (SS)      | · Штурмові загони (SA)         | · НC мех. корпус (NSKK) | · НC авіакорпус (NSFK) |
| Знаки розрізнення - Погон - Нарук. наш. (Маск. кост.) - Петлиця |                      |                      |                           |                                |                         |                        |
| Знаки розрізнення - Погон - Нарук. наш. (Маск. кост.) - Петлиця | лише Ваффен-СС       | лише Ваффен-СС       | - Загальні СС - Ваффен-СС | Штурмгауптфюрер (до 1939/40г.) | Петлиці                 | Петлиці                |

Після створення Ваффен-СС в 1936 звання відповідало капітанові (гауптману) Вермахту. Гауптштурмфюрер у Військах СС, як правило, займали посаду командира роти, а також ряд адміністративних і штабних посад, таких, як полковий ад'ютант. Це звання носили відомі нацистські лікарі такі як Август Гірт і Йозеф Менгеле. Також це звання носив комендант концтабору Плашув Амон Гет.